# Euroseries 3000
L'Euroseries 3000, già conosciuta come Euro Formula 3000, è stato un campionato motoristico utilizzante vetture di Formula 3000. Dal 2010 prende il nome di Auto GP e impiega solamente vetture derivanti dall'A1 Grand Prix.

## Storia

### F3000 italiana
La serie ha le sue radici nella  Formula 3000 italiana nata nel 1999, con l'organizzazione di Pier Luigi Corbari. Vennero utilizzate vecchie vetture di F3000, costruite dalla Lola (telaio Lola T96/50) con motori Zytek.

### F3000 europea
Nel 2001 la formula cambiò il nome in Euro Formula 3000, quando la FIA ridenominò la Formula 3000 come "International". Nei tre anni seguenti (2001-2003) venne impiegato il telaio Lola B99/50. Nel 2004 il Superfund divenne lo sponsor principale; nella categoria vennero introdotti dei premi per chi saliva sul podio in ciascuna gara. L'obiettivo della Superfund era di creare una Formula Superfund, utilizzante vetture di nuova concezione. Tale vettura, ridenominata SF01, venne presentata il 30 ottobre 2004, e venne anche testata ma la mancanza di fondi fece abortire il progetto.

### Il ritorno al campionato italiano e l'Euroseries 3000
Quell'anno la categoria tornò nuovamente a definirsi come campionato italiano, e passò sotto l'organizzazione della Coloni Motorsport. Nel 2006 Coloni ribattezzò il campionato come europeo, col nome Euroseries 3000, utilizzando vetture Lola B02/50.
Nel 2007 risorse il campionato italiano di Formula 3000, da correre contemporaneamente all'Euroseries 3000, ma con telai di F3000 più vecchi.

### L'avvento dell'A1 GP
Nel 2009 gli organizzatori introducono le Lola utilizzate in passato per l'A1 Grand Prix (telaio 05/52), che corrono assieme ai vecchi telai di F3000, prima di sostituirli definitivamente dal 2010. Dal 2010 il campionato prende il nome di Auto GP e le gare avvengono nei fine settimana dei campionati International GT Open e European F.3 Open

## 3000 ProSeries
Il 2005 vide la creazione di una serie rivale, denominata 3000 Pro Series. Anch'essa con base in Italia, fu organizzata dalla Peroni Promotion e usava telai Lola B99/50 assieme ai telai previsti per il 2002.

## Albo d'oro
| Stagione | Nome del campionato         | Campione          | Nome del campionato | Campione        | Team Campione          |
| -------- | --------------------------- | ----------------- | ------------------- | --------------- | ---------------------- |
| 1999     | Formula 3000 italiana       | Giorgio Vinella   |                     |                 | Team Martello          |
| 2000     | Formula 3000 italiana       | Ricardo Sperafico |                     |                 | Arden Team Russia      |
| 2001     | Euro Formula 3000           | Felipe Massa      |                     |                 | Draco Junior Team      |
| 2002     | Euro Formula 3000           | Jaime Melo, Jr.   |                     |                 | Team Great Wall        |
| 2003     | Euro Formula 3000           | Augusto Farfus    |                     |                 | Draco Junior Team      |
| 2004     | Superfund Euro Formula 3000 | Nicky Pastorelli  |                     |                 | Draco Junior Team      |
| 2005     | Formula 3000 italiana       | Luca Filippi      | Classe leggera      | Stefano Gattuso | Fisichella Motor Sport |
| 2006     | Euroseries 3000             | Giacomo Ricci     | F.3000 italiana     | Giacomo Ricci   | Fisichella Motor Sport |
| 2007     | Euroseries 3000             | Davide Rigon      | F.3000 italiana     | Davide Rigon    | Minardi GP Racing      |
| 2008     | Euroseries 3000             | Nicolas Prost     | F.3000 italiana     | Omar Leal       | Bull Racing            |
| 2009     | Euroseries 3000             | Will Bratt        | F.3000 italiana     | Will Bratt      | Fisichella Motor Sport |